# Arnold Deutsch
Pour les articles homonymes, voir Deutsch.
Arnold Deutsch, né en 1904 à Vienne (Autriche) et mort le 7 novembre 1942, est un agent illégal soviétique. Il est le fondateur du groupe d'Oxford, cercle marxiste qui recrutait des étudiants de la prestigieuse université, dont certains devinrent espions du Komintern et supervisa les cinq de Cambridge.

## Biographie
Arnold Deutsch naît à Vienne dans une famille de petits commerçants juifs germanophones, anciens instituteurs de campagne originaires de Slovaquie. Il entre en 1924 à la faculté de philosophie de Vienne, étudiant en parallèle la physique et la chimie. Il termine ses études en 1928 avec un doctorat de troisième cycle de chimie et de philosophie. Outre l'allemand, sa langue maternelle, il parle couramment l'anglais, le français et aussi l'italien, le néerlandais et le russe. Il entre en 1924 au parti communiste d'Autriche au début de ses études de philosophie. Il se rend à Moscou en 1928. Il est transféré du parti communiste d'Autriche au parti communiste de l'Union soviétique en 1931, puis entre à la Guépéou, sur recommandation du Komintern. Il devient courrier de liaison pour le Komintern et se rend en Grèce, en Roumanie, en Syrie et en Palestine. 
C'est en 1933 que date sa première mission en tant qu'agent illégal à Paris, sous le pseudonyme d’Otto. Il accomplit de Paris des missions en Belgique, aux Pays-Bas, en Autriche et en Allemagne et sert de bras droit au résident. Il est envoyé l'année suivante à Londres, sous le pseudonyme de Stephan, afin de noyauter la faculté de philosophie de l'université de Londres et de soutenir une thèse de psychologie. Il recrute une vingtaine d'agents, dont Kim Philby le 1er juillet 1934, et collabore avec les Cinq de Cambridge. Il arrive à déchiffrer les codes secrets du Foreign Office avec l'agent Dimitri Bystroletov, permettant aux Soviétiques d'accéder à des informations diplomatiques secrètes. Il retourne en URSS en août 1935.
Ses supérieurs l'envoient quelques mois plus tard, en novembre 1935, à nouveau à Londres et à partir d'avril 1936 se met sous la supervision de Theodore Maly, afin de constituer le groupe d'Oxford, qui recrute dans l'université du même nom des éléments d'avenir comme Arthur Wynn. Il obtient son diplôme de docteur en psychologie de l'université de Londres, en 1936 et retourne en septembre 1937 à Moscou en pleines purges staliniennes. Il est soigneusement interrogé et évite l'arrestation. Il reçoit, ainsi que son épouse, la citoyenneté soviétique en 1938, avec des passeports établis sous les noms de Stefan Grigorievitch Lang et Joséphine Pavlovna Lang.  Commence alors une période difficile d'inactivité de onze mois, due sans doute à la méfiance à son égard de personnages haut placés du NKVD mis en place par Béria. Il démissionne de la 5e section et travaille comme chercheur à l'Institut international d'économie. Arnold Deutsch est envoyé avec un groupe d'agents comme illégal en Argentine en novembre 1941, soit au début de la guerre sur le front de l'est, dite Grande Guerre patriotique. L'itinéraire passe par la Perse, par les Indes et par l'Asie centrale. Le début de la guerre entre les États-Unis et le Japon rend le voyage périlleux et les oblige à retourner à Moscou.
La décision est prise de reprendre le chemin en naviguant dans l'Atlantique Nord. Le paquebot Donbass, par lequel le groupe voyage, coule le 7 novembre 1942, torpillé par un sous-marin allemand. D'après le témoignage de survivants, Deutsch est mort héroïquement en sauvant la vie de plusieurs passagers.